# Cerebro (Marvel Comics)
Cerebro (/səˈriːbroʊ/; Español/Portugués para "cerebro") es un dispositivo ficticio que aparece en los cómics americanos publicados por Marvel Comics. El dispositivo es utilizado por los X-Men (en particular, su líder, el Profesor Charles Xavier) para detectar humanos, específicamente mutantes. Fue creado por el Profesor X y Magneto, y luego fue mejorado por el Dr. Hank McCoy. La versión actual de Cerebro es llamada Cerebra, para distinguirse del personaje del mismo nombre.

## Historial de publicaciones
Cerebro apareció por primera vez en X-Men # 7 (septiembre de 1964).

## Concepto y creación
Cerebro apareció por primera vez en X-Men # 7 (1964). El profesor Jeffrey J. Kripal, en su libro de 2011, Mutants and Mystics: Science Fiction, Superhero Comics, and Paranormal, llama a Cerebro "una pieza de psicotrónica" y la describe como "un sistema de máquinas y cables tipo Kirby, parecido a una araña, que transmite Datos extrasensoriales en el escritorio privado del profesor Xavier en otra habitación". Kripal señala que Cerebro hizo varias apariciones centrales posteriores, incluyendo Giant-Size X-Men # 1 (1975), donde Cerebro detecta y ubica a un supermutante en todo el mundo, lo que resulta en la recreación del equipo de X-Men.

## Uso y función del aparato
Cerebro amplifica las ondas cerebrales del usuario. En el caso de los telépatas, permite al usuario detectar rastros de individuos a nivel mundial, también es capaz de distinguir entre humanos y mutantes. Las representaciones de su fuerza inherente fueron inconsistentes; a veces en las historias podía detectar alienígenas mutados afuera del planeta, cuando en otros sólo podía buscar marcas de mutantes en los Estados Unidos. no está claro si encuentra mutantes por la marca de poder que envían cuando usan sus poderes o por la presencia del gen X en su cuerpo; ambos métodos han sido utilizados a lo largo de las historietas.
Usar a Cerebro puede ser extremadamente peligroso, y los telépatas sin mentes entrenadas y disciplinadas se exponen a un gran riesgo a la hora de intentar usarlo. Esto se debe a la reacción psíquica que los usuarios experimentan cuando utilizan a Cerebro. A medida que el dispositivo aumenta enormemente las habilidades psíquicas naturales, los usuarios que no están preparados para la enormidad de esta entrada psíquica aumentada, pueden acabar agotados rápida y fácilmente, lo que puede acabar en demencia, coma, daño cerebral permanente o incluso la muerte. La única excepción ha sido Magneto, que se ha dicho que tiene habilidades telepáticas menores o latentes, así como la experiencia de amplificar sus poderes mentales con dispositivos mecánicos de su propio diseño. Kitty Pryde una vez actualizó a Cerebro de modo que los no-telépatas pudieran utilizarlo. Esto fue durante el tiempo en que el Profesor Xavier estaba con los Shi'ar y Rachel Summers acababa de abandonar el equipo. Kitty fue capaz de encontrar a Rondador Nocturno, que terminó desaparecido tras una batalla con Nimrod.
Los únicos personajes que utilizan a Cerebro de forma frecuente son el Profesor X, Jean Grey, Emma Frost y los Cuclillos de Stepford. Sin embargo, Rachel Summers y Mariposa Mental también lo han utilizado. Después de que el aparato fue cambiado a Cerebra, Cassandra Nova lo utilizó con el fin de intercambiar mentes con Xavier. Los Cuclillos de Stepford una vez utilizó la máquina para amplificar su habilidad combinada, con sólo una de ellas conectada a la máquina, pero todas experimentando su interacción debido a su conexión psíquica. La tensión de frenar mentalmente un motín durante la jornada de puertas abiertas mató a Sophie, la Cuclilla de Stepford que estaba conectada a Cerebra. Sophie no tenía experiencia en el uso de Cerebra y consmuía la droga de mejoras mutantes llamada "Kick"; sin embargo, se reveló que no era la tensión de utilizar la máquina ni la droga responsables de su muerte, pero Esme, la propia hermana de Sophie, que también a utilizó a Kick para aumentar sus propias habilidades, toma el control de los Cuclillos temporalmente, y manipuló a Sophie para que muriera. Las otras tres Cuclillas demostraron que eran capaces de utilizar a Cerebra con relativa facilidad en Phoenix: Endsong.
Algunos mutantes han aprendido a protegerse de Cerebro, por lo general con su propia capacidad telepática. Magneto puede resguardarse de él al usar un mínimo de sus poderes telepáticos; y en la serie cinematográfica, lo hace con un casco especialmente construido.

## Historia del aparato
Originalmente, Cerebro era un dispositivo similar a un ordenador que fue construido en un escritorio en la oficina de Xavier. Esta primera versión de Cerebro operaba con tarjetas perforadas, y no requería de un usuario (telépata o no) para interactuar con él. Una versión prototipo de Cerebro llamada Cyberno fue utilizada por Xavier para localizar a Cíclope en "Orígenes de los X-Men" (X-Men Volume 1 #40). En la primera aparición publicada de Cerebro, X-Men Volumen 1 #7, el Profesor X dejó a la Patrulla X por una misión secreta (encontrar a Lucifer) y dejó a Cerebro al nuevo líder del equipo, Cíclope, quien lo utilizó para hacer un seguimiento de los mutantes malvados conocidos y para encontrar nuevos mutantes malvados. El dispositivo también advirtió a la Patrulla X de la inminente amenaza que suponía el no-mutante Juggernaut antes de la primera aparición del personaje. Más tarde, el aparato fue mejorado y hecho más grande y más familiar, basado en la tecnología de la telepatía con su casco de interfaz.
Cuando Bastión robó a Cerebro de la Mansión X, Cerebro fue hibridado con la programación de Bastión a través de nanotecnología. La entidad resultante, una forma consciente de Cerebro, creó dos secuaces, Alfa y Beta, a través de los cuales actuaría sin exponerse. También utilizó sus registros de la Sala de Peligro de los poderes de la Patrulla X y la Hermandad de Mutantes Diabólicos para crear su propio equipo de impostores de los X-Men (llamados Patrulla X de Cerebro) cuyos miembros poseían los poderes combinados de los miembros específicos de cada uno de los dos equipos. Cerebro quería poner seres humanos en éxtasis para que los mutantes puedan heredar la tierra, y para ello persiguió a un grupo de niños sintéticos llamados Mannites que poseían grandes poderes psíquicos. Fue destruido por la Patrulla X, con la ayuda del Profesor X y la Mannite llamada Nina.
Más recientemente, tras el ejemplo de las películas de X-Men, Cerebro ha sido sustituido por Cerebra (referido como la hermana mayor de Cerebro), una máquina del tamaño de una habitación pequeña en el sótano de la Escuela de Xavier de Enseñanza Superior. Aunque está diseñado para parecerse a la versión cinematográfica de Cerebro, Cerebra es mucho más pequeña que la versión de las películas. Se asemeja a una cápsula llena de una niebla brillante que se condensa en representaciones de las imágenes mentales.
Después de que se descubre que Terrigen es tóxico para los mutantes y que los X-Men de Tormenta se mudan al Limbo, Fragua programa a Cerebra en el cuerpo de un Centinela y la carga con la capacidad de mostrar las emociones humanas. Cerebra acompaña a los X-Men en muchas de sus misiones para ayudar a encontrar mutantes y llevarlos a X-Haven, donde estarán a salvo del Terrigen. Además de poder detectar mutantes, Cerebra también puede volar y teletransportarse, sirviendo de puente entre la Tierra y el Limbo.
Cuando los X-Men y los Inhumanos fueron a la guerra para decidir el destino de la nube Terrigen restante, Cerebra fue destruida después de ser atrapada en el fuego cruzado cuando Emma Frost desató un ejército de Centinelas programado para matar a Inhumanos en lugar de mutantes. Mientras que el equipo de X-Men de Storm comenzó a regresar a los refugiados a sus hogares desde X-Haven después de que Medusa destruyó la nube Terrigen, Cerebra fue encontrado gravemente dañado en un granero abandonado rodeado de centinelas salvajes. Una vez que fue descubierta y los X-Men vieron que su cuerpo centinela actual estaba muy lejos de ser reparado, la subieron a un nuevo cuerpo.

## Otras versiones
En la historia de Chris Claremont, X-Men: The End, que ocurre unos 20 años por delante de la continuidad estándar de X-Men, Cerebra ha sido sustituida a su vez por el cerebro incorpóreo de Martha Johansson, una psíquica humana que fue introducida durante la dirección de Grant Morrison sobre la Patrulla X.
En el videojuego X-Men Legends, Cerebro es idéntico a su apariencia y su uso en la película X-Men. Jean Grey y Emma Frost usan el dispositivo en un punto para tratar de devolver la mente del Profesor X a su cuerpo. En X-Men Legends II: Rise of Apocalypse, fue destruido junto con el resto de la mansión, pero Forja mencionó planes de construir a Cerebra para reemplazarlo. Él describió a Cerebra como la hermana mayor de Cerebro.
En el videojuego Marvel: Ultimate Alliance, mientras el equipo se queda en el Sancta Sanctorum, el Profesor X utiliza un dispositivo creado por Bestia que le permite utilizar a Cerebro a larga distancia con el fin de encontrar a Rondador Nocturno, que había sido secuestrado por el Dr. Muerte.
En el universo de Marvel Zombies, las versiones zombi de Bestia y Mr. Fantástico reprograman a Cerebro para ayudarles a ellos y a los otros zombis a localizar a los últimos humanos que quedan en la Tierra. Cerebro localiza a muchos en la nación europea de Latveria, pero todos escapan. En Marvel Zombies Return, los zombis supervivientes escapan a otro mundo donde muchos de ellos reinician la infección original, esta vez fusionando el cuerpo medio zombi del Profesor X con Cerebro para que pueda encontrar humanos para ellos.
En el universo MC2, la Gente-X lleva "mini-cerebros", que pueden detectar mutantes tan bien como la versión de tamaño completo.

## En otros medios

### Películas

#### Generación X
En el telefilme de 1996 Generación X de Fox, Cerebro era representado como una computadora personal de escritorio con algunos dispositivos personalizados.

#### X-Men
En las películas X-Men y X-Men 2, Cerebro es un aparato enorme que llena una habitación esférica en el sótano de la Escuela de Xavier. La interfaz del casco es similar a la versión vista en los cómics, Aunque el grueso de la maquinaria de Cerebro está contenida en las paredes circundantes. Mientras se lo usa, aparecen imágenes tridimensionales de las mentes escaneadas por el dispositivo, alrededor del usuario. A diferencia de la versión de Cerebro en el cómic, la versión cinematográfica puede detectar mentes tanto humanas como mutantes con facilidad. La firma exclusiva de las ondas cerebrales mutantes aparecen en la primera película por las imágenes mentales de los humanos representados en blanco y negro, mientras que las de los mutantes salen en color. Cuando Xavier ilustra su conexión con cada mente humana y mutante en la Tierra en la secuela, X2, los mutantes salen en rojo, y los humanos en blanco.
En la primera película, el Profesor X menciona a Lobezno que Magneto le ayudó a construirlo, y por lo tanto sabe cómo construir cascos con circuitos para bloquear sus habilidades de detección. Cerebro es saboteado por Mística para que lastime al Profesor X, poniéndolo en coma. La única persona vista usando a Cerebro eficazmente en las películas es Xavier; Jean Grey lo usó con éxito para localizar a Magneto en la película original, pero el uso agotó su poder telepático naciente y la dejó aturdida. Esto no ha sido mencionado en los cómics, aunque el Magneto de los cómics puede utilizar a Cerebro, y ha diseñado dispositivos similares.

#### X2: X-Men United
En X2: X-Men United, el dispositivo fue copiado y modificado por William Stryker en su plan para lograr lavarle el cerebro a Xavier para usar sus poderes amplificados por Cerebro para matar a los mutantes en el mundo, y más tarde fue modificado posteriormente por Magneto para matar a humanos. De acuerdo con X2, es difícil precisar la ubicación de los mutantes que tienen la habilidad de teletransportarse y están constantemente en movimiento, como por ejemplo Rondador Nocturno.
En ambas películas, el casco de Magneto es capaz de bloquear las señales telepáticas de Cerebro, así como a cualquier mutante telépata.

#### X-Men: primera generación
En "X-Men: primera generación", una primera versión de Cerebro existe en un centro de ciencia sin nombre de la CIA, construido por el joven Hank McCoy para amplificar las ondas cerebrales. Es utilizado por Xavier para encontrar y reclutar mutantes para formarlos para oponerse a Sebastian Shaw. Es más tarde destruido por Marea mientras Shaw busca en la instalación a los jóvenes mutantes.
En la película, Emma Frost comenta sobre su percepción del aumento del rango telepático de Xavier al utilizar a Cerebro, que ella siente pesar de estar a varios miles de kilómetros de distancia.

#### X-Men: días del futuro pasado
En X-Men: días del futuro pasado, Cerebro aparece en el futuro Jet-X- como una extensión incorporada a la silla flotante de Xavier y se compone de tres sensores y un proyector holográfico 3D. En el pasado, aparece como lo hizo en X-Men y X2, aunque polvoriento por largos años de abandono debido a la incapacidad actual de Xavier para usar sus poderes. A medida que sus habilidades comienzan a regresar, el joven Xavier inicialmente intenta usarlo para encontrar a Mystique después de que ella se escapa de su primer enfrentamiento, pero tiene problemas para concentrarse lo suficiente como para usarlo adecuadamente debido a su actual agitación emocional. Sin embargo, una conversación con su futuro, utilizando al desplazado por el tiempo Wolverine como un "puente" para hacer contacto con su otro yo en el futuro, quien está cerca del cuerpo actualmente comatoso de Wolverine, lo ayuda a recuperar su antiguo enfoque, permitiéndole para controlar temporalmente a otros para que hablen con Raven antes de enviarle una proyección psíquica directamente a ella.
En la versión de Rogue Cut de la película, Cerebro se está utilizando en el futuro como una prisión para Rogue, que está siendo experimentada por los agentes humanos de los Centinelas con la esperanza de encontrar una manera de duplicar su capacidad de tomar poderes de otros. con el uso de Cerebro ya que el interior de la habitación está protegido de las sondas telepáticas externas. Además, en 1973, Mystique regresa a la mansión para recibir tratamiento para su herida como una cubierta para su agenda real para aplastar a Cerebro, evitando que Xavier la encuentre de nuevo.

#### X-Men: Apocalipsis
Cerebro aparece en X-Men: Apocalipsis, donde Xavier usa a Cerebro y ve a Moira buscando a Erik. Xavier le dice a Alex que destruya a Cerebro después de que Apocalipsis pueda usar la búsqueda de Xavier para que él tome el control de los poderes de Xavier a través de Cerebro, aunque Apocalipsis aún puede usar a Xavier para hacer que la humanidad sacrifique la mayor parte de sus armas nucleares antes de que Cerebro se pierda.

#### Logan
El exterior de Cerebro aparece en Logan como una cobertura en la casa de Logan y Charles Xavier en una fábrica de fundición abandonada en México.

#### Deadpool 2
Cerebro aparece en Deadpool 2 cuando Deadpool finge usar el Cerebro en la Mansión X para "mirar hacia el futuro".

#### Dark Phoenix
Cerebro aparece en Dark Phoenix cuando Xavier lo usa para navegar por la mente de Jean y luego para localizar a Jean, Magneto y Hank.

### Televisión

#### X-Men: la serie animada
En X-Men: la serie animada Cerebro apareció en gran medida a lo largo de la duración de la serie. Fue utilizado principalmente por el Profesor Xavier y se le mostró utilizarlo de varias maneras, tales como para detectar mutantes, aumentando sus poderes, e incluso para entender la tecnología Shi'ar, y así sucesivamente. No había un lugar específico donde Cerebro se guardaba como en la otra serie animada, sino que salía del techo en todo la Sala de Guerra donde los X-Men celebraban sus reuniones de equipo. Jean Grey fue señalada para utilizar frecuentemente a Cerebro y este amplificaría sus poderes telepáticos como lo hizo con el Profesor X. Jean Grey en la serie animada no siempre se une a los X-Men en sus misiones de campo, sino más bien monitorea telepáticamente con ayuda de Cerebro. Incluso la Reina Blanca del Club Fuego Infernal, Emma Frost, utilizó a Cerebro cuando lo hackeó telepáticamente en secreto para "espiar" a Xavier, los X-Men, y para aprender más sobre Jean Grey y su transformación en el Fénix. Cabe señalar que el Pájaro Negro de la Patrulla X fue equipado también con su propio Cerebro.

#### X-Men: Evolution
En la serie animada X-Men: Evolution, Cerebro apareció en numerosas ocasiones. Se ha demostrado siendo utilizado principalmente por el Profesor y, finalmente, Jean Grey. En el comienzo de la serie Cerebro era una versión primitiva de lo que más tarde se convertiría como el programa avanzaba eventualmente tomando una apariencia idéntica a la del Cerebro en las películas de X-Men. Cerebro apareció originalmente como una consola de ordenador con periféricos personalizados que salían de un componente de pared oculta en la mansión. Con el tiempo este Cerebro fue destruido por el hermanastro malvado del Profesor X, el Juggernaut. Cuando fue reconstruido, se le dio su propia habitación, en vez del componente de pared oculto como antes, y parecía idéntico a los diseños de Cerebro en las películas. Cerebro incluso vino en forma de casco portátil para viajes y misiones de campo. Jean Grey usó este Cerebro para amplificar sus poderes telepáticos como lo hizo en el cómic y la serie anterior. Incluso ayudó a aumentar sus poderes telequinéticos para luchar contra un poseído Profesor X en el final de la serie. Durante la lucha Cerebro fue mostrado liberando al Fénix en Jean por una fracción de segundo, eventualmente ganando el poder para derrotar al malvado Xavier, y finalmente salvándolo. En el episodio "Diversión y Juegos", Arcade, una versión estudiante de uno de los villanos más grandes de los X-Men, hackeó Cerebro y lo utilizó para controlar el sistema de seguridad de la mansión para atacar a los X-Men creyendo que el programa era un juego. Sin embargo, no hizo uso de su tecnología de aumento de telepatía, simplemente sólo lo reconectó para permitirle acceder a los sistemas de seguridad.

#### Wolverine and the X-Men
En la serie de 2008, Wolverine and the X-Men, Cerebro es muy importante para la serie en general, ya que sirve como un vínculo con el pasado, presente y futuro. Originalmente Cerebro fue dañado en un ataque inexplicable al Profesor X en el presente, en el que termina en un coma sólo para despertar veinte años en el futuro. En el futuro, dentro de veinte años los X-Men han sido asesinados y el mundo está siendo controlado por los robots caza mutantes llamados Centinelas. Con los componentes de Cerebro supervivientes encuentra a Xavier, telepáticamente contacta a los X-Men veinte años en el pasado (el presente) y ordena que se detengan aquellos que crearían el sombrío futuro en el que despierta en veinte años más tarde (el presente). En el presente la mayoría de los X-Men, así como sus primeras apariciones en el futuro, es similar a la versión vista en las películas de X-Men, sin embargo para la mayoría de las escenas en el futuro, Xavier utiliza una versión portátil de Cerebro. Con el dinero de Warren Worthington y los conocimientos técnicos de Forja, los X-Men fueron capaces de obtener a Cerebro destruido para repararlo en la mansión. Como Xavier está en coma en el presente y Jean Grey ausente, Emma Frost sirve como la telépata residente del equipo y utiliza principalmente a Cerebro.

#### Black Panther
En la serie de 2010, Black Panther, Tormenta usa a Cerebro para localizar a Juggernaut en Wakanda.

#### Legión
En Legión, una versión temprana de Cerebro es utilizada por el Profesor X en el episodio de la tercera temporada "Capítulo 22".